# Yōko Matsushita
Yōko Matsushita (松下 容 子?, Matsushita Yōko; 23 giugno 1973) è una fumettista giapponese, autrice del manga La stirpe delle tenebre.

## Biografia
Yōko Matsushita cominciò la sua carriera di mangaka nel 1995 con Akuma no Gakkō (悪魔の学校?, lett. "La scuola dei demoni") pubblicato nella rivista Hana to yume edita da Hakusensha. Nello stesso anno, cominciava la pubblicazione del manga La stirpe delle tenebre (闇の末裔?, Yami no Matsuei) nella stessa rivista. Il successo del manga ha portato a un adattamento animato nel 2000.

## Opere
- Akuma no Gakkō (1995)
- La stirpe delle tenebre (闇の末裔?) (1996 - in corso)